# HMS Meynell (L82)
«Мейнелл» (англ. HMS Meynell (L82) — військовий корабель, ескортний міноносець типу «Хант» «I» підтипу Королівського військово-морського флоту Великої Британії часів Другої світової війни.
«Мейнелл» закладений 10 серпня 1939 року на верфі компанії Swan Hunter у Волсенді. 7 червня 1940 року він був спущений на воду, а 30 грудня 1940 року увійшов до складу Королівських ВМС Великої Британії.
Ескортний міноносець «Мейнелл» брав участь у бойових діях на морі в Другій світовій війні, змагався біля західних берегів Європи, брав участь в охороні конвоїв, підтримував висадку морського десанту в Нормандії.
За проявлену мужність та стійкість у боях бойовий корабель заохочений чотирма бойовими відзнаками.

## Історія служби
Ескортний міноносець «Мейнелл» брав участь у бойових діях під час Другої світової війни, діючи у складі 21-ї флотилії есмінців і здебільшого супроводжував конвої поблизу східного узбережжя, за що був відзначений. У червні 1944 року він увійшов до складу ескортного угруповання ВМС на підтримку висадки в Нормандії.
Після закінчення війни його озброєння було знято, і міноносець був переобладнаний в корабель-мішень для військової авіації, що служив у Середземному морі. Однак наприкінці 1946 року його вивели до резерву, спочатку в Гарідж, потім у Ширнесс і, нарешті, в Барроу-ін-Фернесс.
У 1954 році «Мейнелл» продали до Еквадору.